# Litoria aurea
Litoria aurea és una granota arborícola terrestre originària de l'est d'Austràlia. Pot fer fins a onze centímetres de longitud, cosa que en fa una de les granotes més grosses d'Austràlia.
Moltes poblacions, especialment a la regió de Sydney, viuen en zones que sovint són pertorbades per l'acció humana, com ara camps de golf, terrenys industrials en desús, descampats i abocadors. Tot i que antigament fou una de les granotes més comunes del sud-est d'Austràlia, L. aurea ha sofert un important declivi de la població, que és la causa per la qual actualment ha estat classificada com a globalment vulnerable. La xifra d'individus ha continuat davallant i aquesta granota està amenaçada per la pèrdua i degradació del seu hàbitat, la contaminació, la pressió d'altres espècies introduïdes, i l'acció de paràsits i patògens, entre els quals cal incloure el quitridiomicet Batrachochytrium dendrobatidis.

## Taxonomia
L. aurea té moltes característiques físiques i etològiques típiques dels rànids; per això fou classificada originalment dins del gènere Rana com a Rana aurea. Té un musell punxegut, potes llargues, i dits gairebé totalment palmats; el timpà és gran i distint i la forma general del cos és similar a la de moltes espècies de Rana. Com moltes granotes del gènere Rana, és principalment aquàtica i només viatja per terra durant els períodes de pluges. Finalment, es decidí que no pertanyia al gènere Rana a causa de diferències anatòmiques amb la família dels rànids; les formacions òssies i cartilaginoses de L. aurea són més properes a les de les espècies de la família dels hílids i, per tant, fou reclassificada.

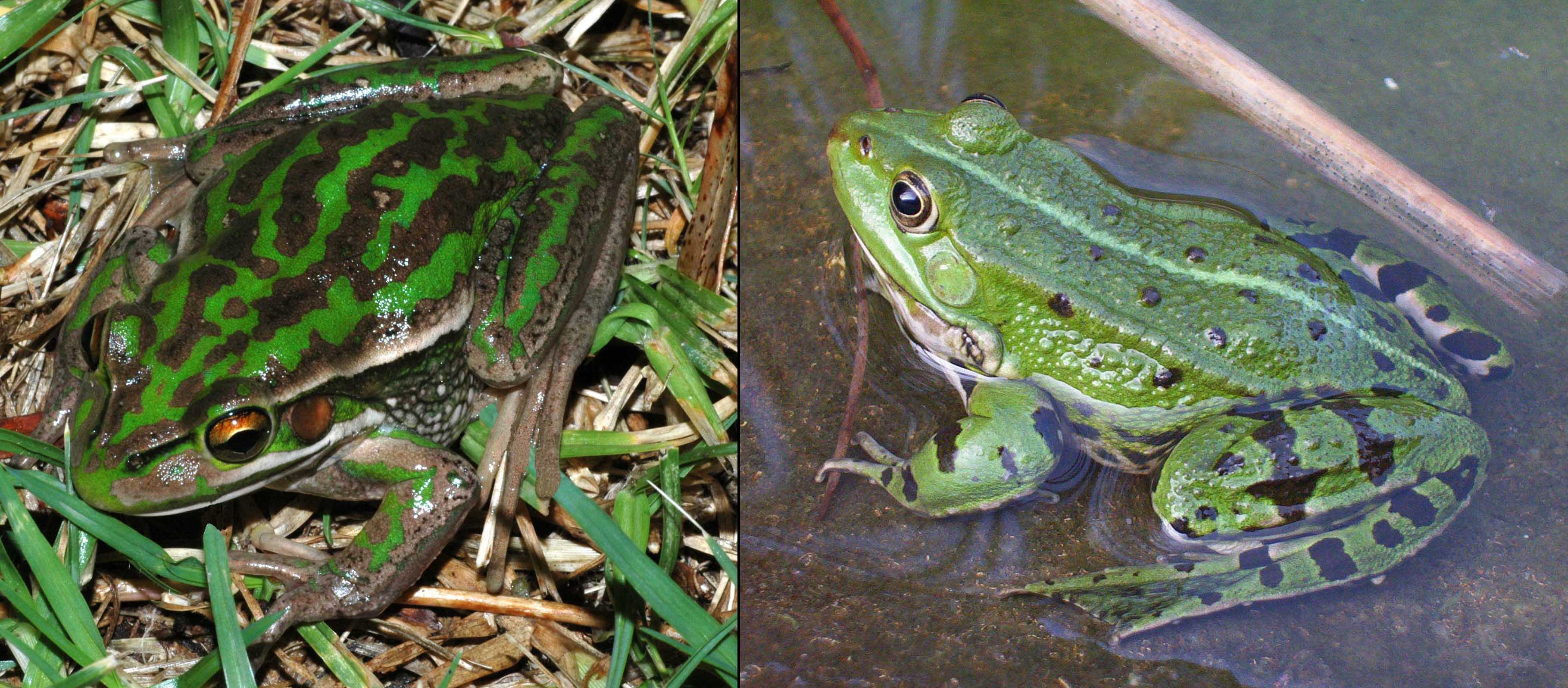
Litoria aurea (esquerra) fou classificada originalment com una espècie del gènere Rana (dreta). Hi ha moltes semblances físiques, incloent-hi un musell punxegut, potes llargues, i dits gairebé totalment palmats. La forma general del cos és similar a la de moltes espècies de Rana.

Inicialment, el 1827, fou classificada com a Rana aurea per Lesson. La seva denominació ha estat revisada vint vegades; Günter fou el primer a donar-li el nom de Litoria aurea el 1844, i canvià de nom nou vegades més abans de ser reanomenada Litoria aurea. El nom específic aurea deriva del mot llatí aureus, ‘daurat’. Actualment, l'espècie queda classificada dins el complex Litoria aurea, un grup de granotes estretament relacionades del gènere Litoria. Aquest complex s'estén arreu d'Austràlia: n'hi ha tres espècies al sud-est del país, una al nord, i dues al sud-oest. El complex es compon de L. aurea, la reineta de cuixes blaves (L. raniformis), L. castanea, L. dahlii, L. cyclorhyncha i L. moorei. Les regions en què habiten L. raniformis i L. castanea s'encavalquen amb les de L. aurea; això, juntament amb les semblances físiques que presenten, pot fer difícil distingir les espècies. L. castanea no ha estat observada des del 1980 i podria estar extinta en l'actualitat, tot i que les grans taques grogues de les seves cuixes ajuden a distingir-la de L. aurea. La reineta de cuixes blaves, que s'assembla molt a L. aurea, només pot ésser distingida per uns bonys que té a la superfície dorsal.

## Difusió

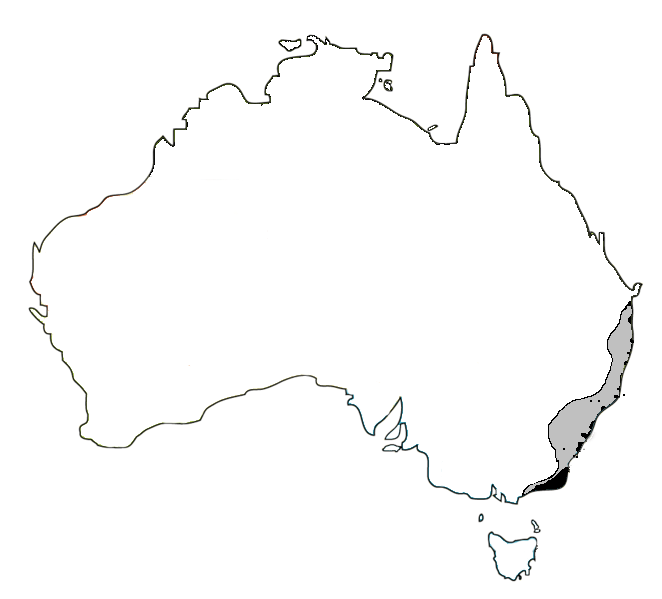
La difusió històrica (gris) i actual (negre) de L. aurea.

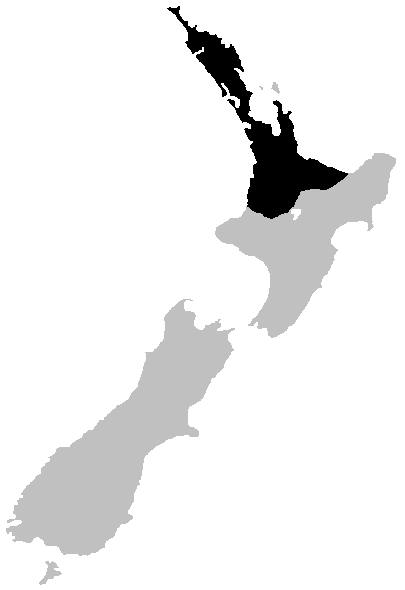
La difusió actual de Litoria aurea a Nova Zelanda (en negre). En gris, zones on no n'han arribat exemplars.

L. aurea és nadiua del sud-est d'Austràlia. Abans del declivi de la seva població, la seva difusió anava de Brunswick Heads, al nord de Nova Gal·les del Sud, fins a East Gippland, a Victòria, i a l'oest fins a Bathurst, Tumut i el Territori de la Capital Australiana.
La difusió actual de L. aurea va de Byron Bay, al nord de Nova Gal·les del Sud, fins a East Gippsland, a Victòria; les poblacions es reparteixen majoritàriament per la costa. A Nova Gal·les del Sud, des de la dècada del 1960, la seva difusió i abundor ha declinat de manera dràstica, tot i que no s'han observat declivis similars a Victòria. A Nova Gal·les del Sud, ha desaparegut dels altiplans per sobre dels 250 metres tret d'una població a Captains Flat. Un estudi de les poblacions a la costa de Nova Gal·les del Sud revelà que moltes de les poblacions eren poc nombroses, normalment de menys de vint adults. Tanmateix, existeixen sis poblacions conegudes de més de 300 granotes: dues a l'àrea metropolitana de Sydney, dues al Shoalhaven, i dues a la costa mig-nord de Nova Gal·les del Sud. Es calcula que L. aurea ha desaparegut de molts llocs i ha reduït la seva antiga distribució, com a mínim, en un 90%.
L. aurea sobreviu en algunes zones de Sydney, com ara el descampat del Sydney Olympic Park, l'indret on es volien construir les pistes de tennis pels Jocs Olímpics de Sydney). Quan s'hi descobrí L. aurea, es decidí construir les pistes a un altre lloc, i aquesta població ha estat supervisada des d'aleshores. Així doncs, L. aurea ha esdevingut una mascota no oficial de l'àrea de Homebush Bay.
L. aurea viu en dues illes de la costa oriental d'Austràlia: Broughton Island, davant de Port Stephens, i Bowen Island, al Territori de Jervis Bay. Ha estat introduïda a Nova Zelanda, on actualment és comuna, i a les illes del Pacífic de Nova Caledònia i les Noves Hèbrides.

## Morfologia

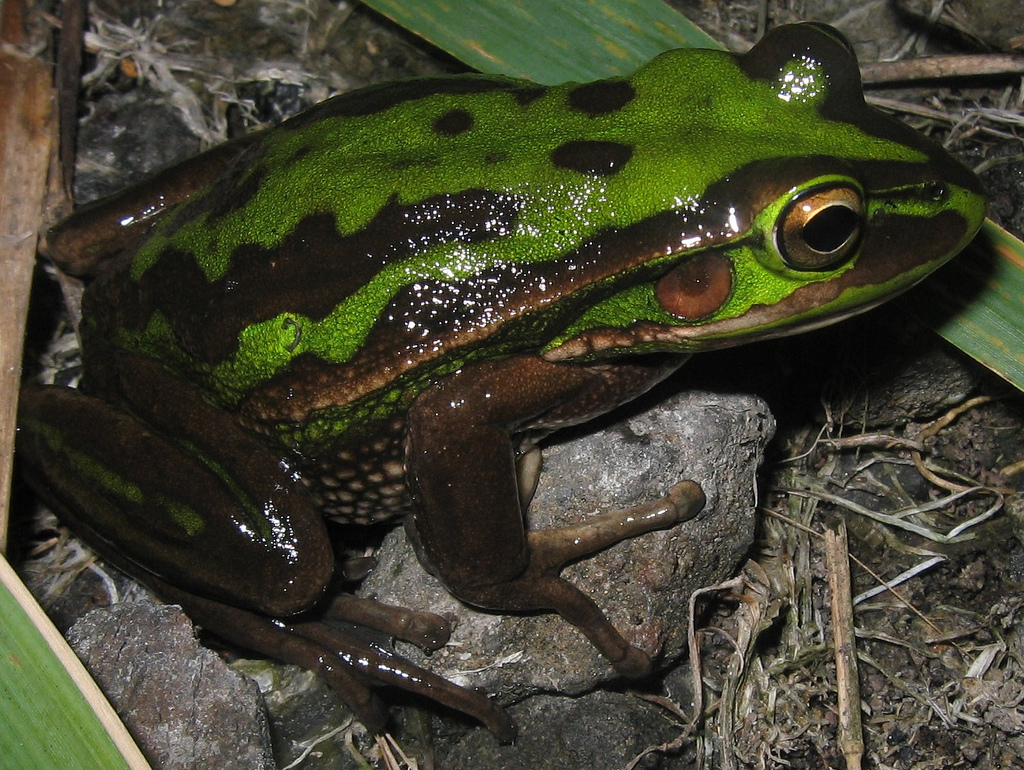
Una L. aurea amb una coloració fosca.

L. aurea és una granota gran i robusta; els adults mesuren entre 4,5 i 11 centímetres de longitud; els exemplars típics mesuren entre sis i vuit centímetres que la converteix és una de les granotes més grans d'Austràlia. Els mascles adults són, en general, més petits que les femelles adultes, i el color de la superfície dorsal difereix molt en les femelles. Pot ser gairebé tot verd, de tonalitats que van des d'un verd pèsol fosc fins a un verd maragda brillant; n'hi ha que són verds amb un marró coure o llautós i, de vegades, amb marques daurades; altres exemplars són gairebé tot de color bronze. Durant els mesos més frescs (maig-agost), quan aquestes granotes estan inactives, la coloració es pot enfosquir fins a esdevenir gairebé negra.
Hi ha una ratlla d'un blanc crema o groc pàl·lid, amb una vora superior daurada i una vora superior negra, que s'estén des de darrere l'ull, travessant el timpà, fins a l'engonal. Aquesta ratlla puja per formar un plec dorsolateral vers l'engonal. Hi ha una altra ratlla del mateix color que comença sota l'ull i continua fins a l'espatlla. L'abdomen és de color crema o blanc, i té una textura granular tosca. Les potes són verdes, daurades, o una combinació dels dos colors, i la part interior de la cuixa i l'engonal és blava-verda. Els mascles adults presenten una coloració groga al sac vocal de la gola. La pupil·la es limita a una escletxa horitzontal, mentre que l'iris és d'un marró daurat amb una ratlla negra que va des dels cantons de la pupil·la fins als límits horitzontals de l'ull. El timpà és distint i de forma ovalada, i l'espècie té uns discs digitals especialment grans que l'ajuden a grimpar. Com que aquesta espècie viu sovint dins l'aigua, els dits de les potes anteriors no són palmats, mentre que els peus són gairebé completament palmats. Durant l'època d'aparellament, els mascles desenvolupen "coixinets nupcials" als dits, que fan servir per agafar-se a la femella durant la copulació.

## Ecologia i comportament

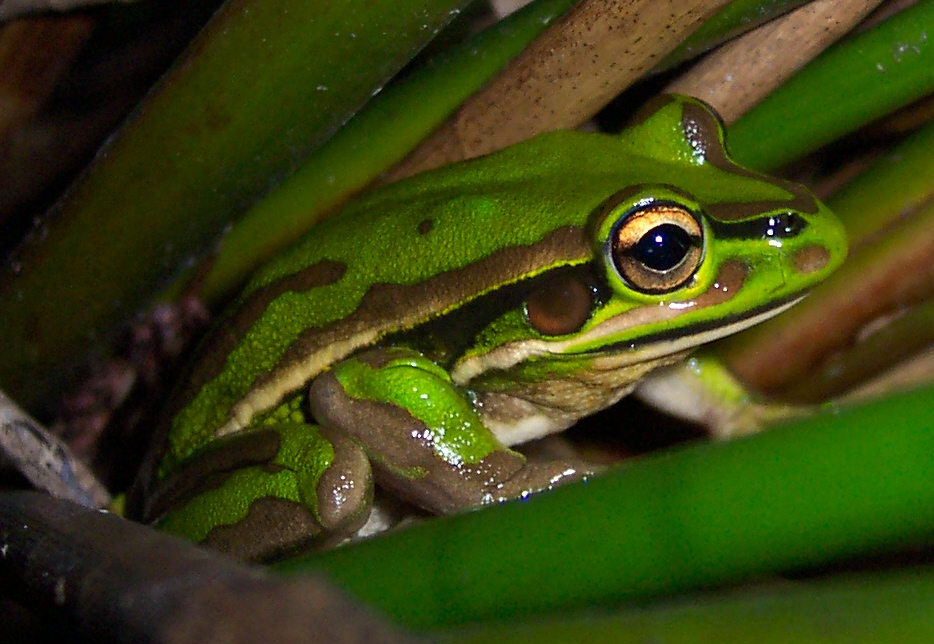
Una L. aurea camuflant-se en un ambient de canyissars.

L. aurea és una granota arborícola que es passa molt de temps prenent el sol a roques i canyissars. A diferència de la majoria d'espècies de granota, sol ser activa durant el dia. Quan se la toca, aquesta granota secreta una mucositat agra i llefiscosa que es compon de disset pèptids d'aureïna. Tretze d'aquests tenen efectes antibiòtics i anticancerosos, cosa que és útil per combatre microorganismes nocius.
L. aurea sol viure en aiguamolls, zones boscoses i boscos costaners; però també se n'han trobat a antics descampats industrials. Els requisits del seu hàbitat han estat difícils de determinar, car se les ha trobat en una gran varietat de masses d'aigua, tret de rierols de corrents ràpides. El més habitual és trobar-la en basses efímeres d'aigua dolça que no tinguin corrent, que siguin somes, sense ombra i sense contaminació i sol evitar les aigües que contenen peixos predadors; poc importa que siguin nadius o introduïts. Aquestes granotes prefereixen masses d'aigua que suportin vegetació emergent, com ara canyissars o joncs, que fan servir per prendre el sol, i hàbitats hivernals que tinguin refugis a prop de l'indret on s'aparellen. Sovint hi ha hàbitats herbosos a prop que serveixen de terrenys terrestres d'alimentació.
La reproducció de L. aurea depèn de la salinitat i la temperatura de l'aigua. La salinitat afecta el desenvolupament i la metamorfosi dels capgrossos, i en general la reproducció només té lloc en basses amb temperatures de 20 °C o més. Els capgrossos de L. aurea poden tolerar nivells de salinitat de sis parts per miler (ppm) sense efectes nocius aparents, mentre que una salinitat de 8 ppm o més en redueix el ritme de creixement i n'augmenta la taxa de mortalitat. D'altra banda, un nivell de salinitat d'almenys 1-2 ppm pot ser beneficiós per L. aurea, perquè això elimina patògens com ara els fongs quitridiomicets.
Els adults són voraços i tenen una dieta molt variada, que inclou insectes i altres granotes, fins i tot de la mateixa espècie. Els capgrossos s'alimenten de detritus, algues i bacteris. Els seus predadors naturals inclouen els camallargs i les serps, i els capgrossos són aliment de tortugues, anguiles, altres peixos, i una varietat de predadors invertebrats.

### Reproducció
L. aurea es reprodueix als mesos més càlids, d'octubre a març. Durant l'època d'aparellament, els mascles floten a l'aigua i criden les femelles, amb un grunyit greu que ha estat descrit com un so de quatre parts "cro-oc, croooc, croc crock" – semblant al so d'una motocicleta canviant de marxes. Produeixen una massa gelatinosa que conté una mitjana de cinc mil ous, en què dipositen entre la vegetació aquàtica; com a dada rellevant, s'ha observat un conglomerat format d'11.682 ous. Al principi, la massa flota, però s'enfonsa unes dotze hores després de la posta, o si és pertorbada. Dos o tres dies més tard, neixen els capgrossos, que acaben la metamorfosi entre dos i onze mesos després, durada que depèn de la temperatura de l'aigua i la disponibilitat d'aliment. La reproducció té lloc en una proporció significativament més alta en indrets on no hi ha peixos predadors, i on les masses d'aigua són efímeres i no permanents. A Victòria, tanmateix, s'ha observat que les granotes es reprodueixen igual en basses permanents que en basses efímeres.
Els capgrossos són grans, i assoleixen mides de fins a 80 mm, tot i que la mida varia molt; són comuns els capgrossos més petits. El cos sol ser tan ample com llarg. La cua té un tint groc i està considerablement arquejada. La musculatura de la cua és moderada, i esdevé estreta fins que es converteix en una punta, igual que la cua. Les parets corporals són d'un groc translúcid, amb zones més fosques a l'abdomen. Just abans que se'n formin els membres, el capgròs comença a desenvolupar la coloració verda dels adults. Els metamorfs s'assemblen als adults i mesuren una mitjana de 2,6 cm de llargada.

## Estat de conservació
Es calcula que el nombre de L. aurea ha davallat en més del 30% al llarg dels últims deu anys. Ha estat descrita com a vulnerable tant a nivell globalm com a nivell nacional, i és una espècie en perill d'extinció al Threatened Species Conservation Act, 1995 de Nova Gal·les del Sud. Hi ha molts factors que han estat considerats com a responsables del gran declivi d'aquesta espècie, entre el que s'inclouen la fragmentació de l'hàbitat, la introducció de peixos predadors o l'alteració de règims de drenatge. Els declivis de les poblacions estan estretament relacionats amb la introducció de la gambúsia oriental (Gambusia holbrooki), una espècie originària de Nord-amèrica que fou introduïda al continent australià per controlar les larves de mosquits. Diversos estudis en laboratoris han demostrat que els capgrossos de L. aurea són extremament vulnerables a la depredació per part d'aquest peix. Altres factors que es creu que afecten aquesta espècie inclouen la depredació per part de mamífers introduïts com els gats i les guineus, els canvis de qualitat d'aigua als indrets on es reprodueix, l'ús d'herbicides, i la pèrdua d'hàbitat causada per la destrucció de les zones humides. Tanmateix, i a causa de la capacitat d'aquesta espècie de sobreviure en ambients degradats i contaminats, no és versemblant que la destrucció de l'hàbitat i la contaminació siguin les causes principals del declivi de les poblacions. El fong quítrid, que afecta els amfibis, sembla haver causat, com a mínim, alguns, o probablement la majoria, dels declivis significatius observats durant la dècada del 1970 i del 1980.
L. aurea ha estat objecte de moltes investigacions i de molt seguiment, qüestió molt important per millorar-ne l'estat de conservació. Aquestes investigacions se centren en el desenvolupament de mesures de gestió per tenir controlades les gambúsies introduïdes. Altres estratègies que s'estan portant a terme permetran crear i millorar hàbitats adaptats per augmentar l'èxit reproductiu de l'espècie. Conjuntament amb les mesures esmentades, també s'han proposat programes de conscienciació del públic.
El 1998, el personal d'herpetofauna del Taronga Zoo de Sydney posà en marxa un programa de reproducció en captivitat patrocinat per ASX Frog Focus. L'objectiu del programa era contribuir a preservar les poblacions minvants de L. aurea a la regió de Sydney. L'acció implicava la cria en captivitat de granotes salvatges i el posterior alliberament de grans quantitats de capgrossos, restaurar l'hàbitat de les granotes, i fer-ne un seguiment després de l'alliberament. El programa fou anomenat inicialment Frog Focus Botany car Botany era originalment el punt central. S'alliberaren milers de capgrossos en un indret de la Sir Joseph Banks Reserve, i el seguiment post-alliberament fou dut a terme per la comunitat local. També fou la primera vegada que estudiants d'escola s'implicaren en la supervisió d'una espècie en perill. Des d'aleshores, el programa s'ha diversificat en altres àmbits. Entre el 1998 i el 2004, s'alliberaren capgrossos en basses i dics especialment dissenyats a la Long Reef Golf Course de Collaroy al nord de Sydney, però amb poc èxit. Tot i que anteriorment s'havia observat L. aurea a la zona, la població ja s'havia perdut. De tant en tant es troben L. aurea adultes al camp de golf, però encara no s'hi ha establert una població reproductivament viable.